# Джапаридзе, Русудан Александровна
Русудан Александровна Джапаридзе — советский хозяйственный, государственный и политический деятель.

## Биография
Родилась в 1929 году в Рустави. Член КПСС с 1956 года.
С 1953 года — на хозяйственной, общественной и политической работе. В 1953—1990 гг. — инженер, старший инженер, начальник отдела Руставского проектно-конструкторского института «Автоматпром», секретарь, второй секретарь Руставского горкома партии, председатель исполкома Руставского городского Совета народных депутатов, первый секретарь Первомайского райкома КП Грузии г. Тбилиси, секретарь Совета профессиональных союзов Грузинской ССР, Председатель Государственного комитета Грузинской ССР по труду.
Избиралась депутатом Верховного Совета Грузинской ССР 7-11-го созывов.
Жила в Грузии.